# Kepler-90

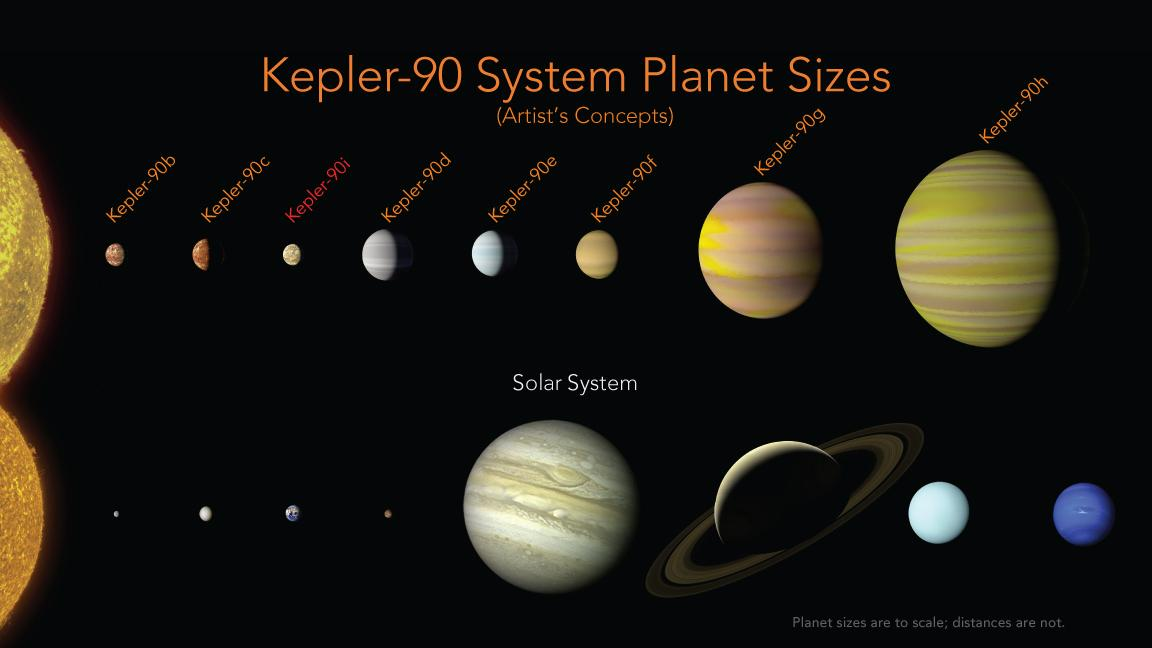
Kepler-90s planeter i jämförelse med de runt solen.

Kepler-90 eller KOI-351 är en stjärna i stjärnbilden Draken med ett solsystem med 8 bekräftade planeter. 
Stjärnan har en planetkonfiguration liknande solens. Närmast Kepler-90 finns sex mindre planeter; Kepler-90b, Kepler-90c, Kepler-90i, Kepler-90d, Kepler-90e och Kepler-90f. Utanför dessa finns två större planeter; Kepler-90g och Kepler-90h. Kepler-90i är den senast upptäckta planeten, och hittades 14 december 2017 med hjälp av ett maskininlärande system från Google som är integrerat i Nasas Keplerteleskop.
Kepler-90 finns mer än 2 500 ljusår från jorden.